# Història dels jocs de rol

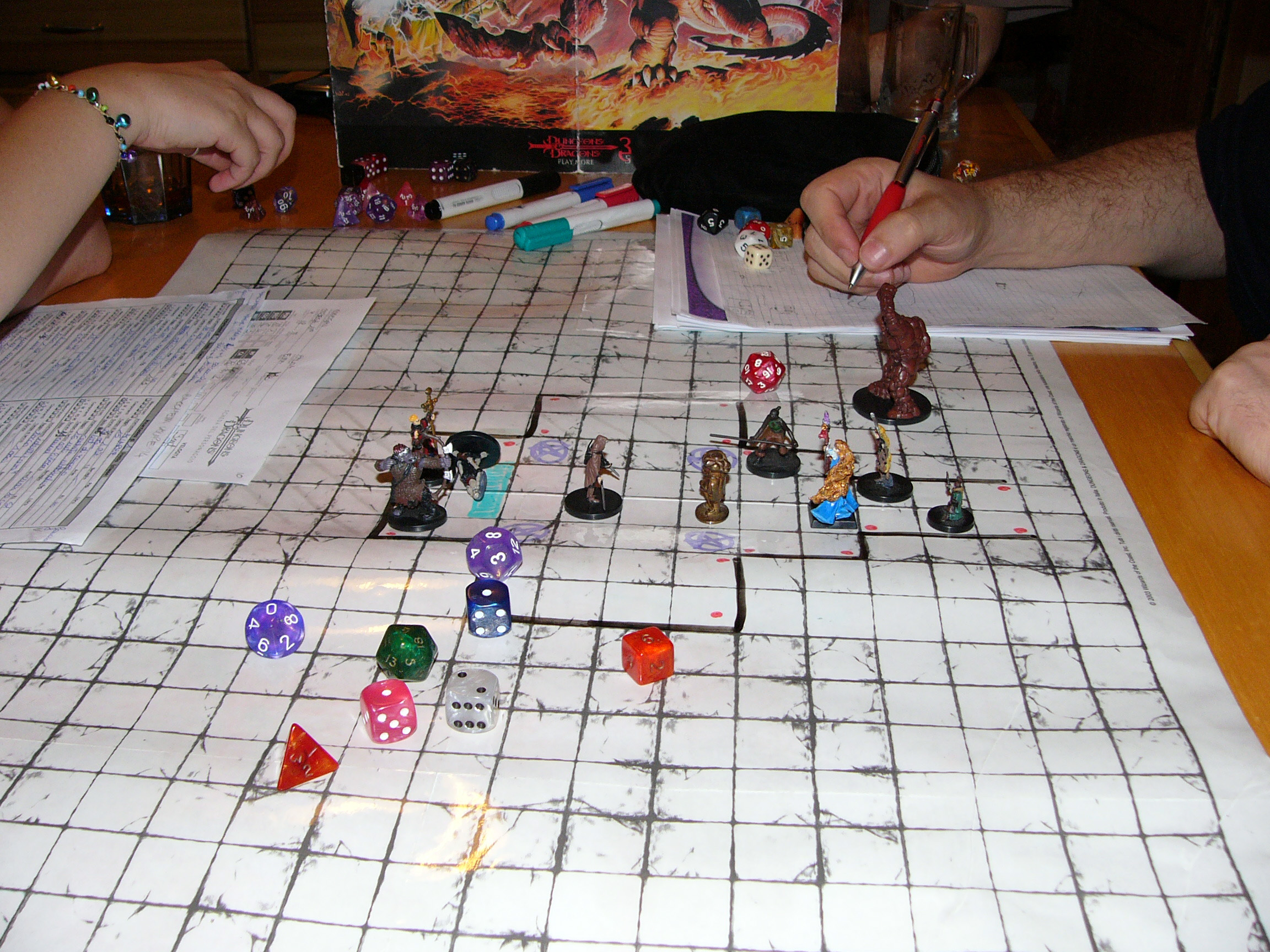
Una partida de Dungeons & Dragons.

La història dels jocs de rol s'inicia amb la combinació d'una ja establerta tradició de jocs d'interpretació de rols, amb els reglaments dels jocs de guerra de fantasia, originant el joc de rol modern.
Un joc de rol és un tipus de joc en el qual els participants assumeixen els rols de personatges i, a través d'ells, creen una història. Els participants determinen les accions del seu personatge segons la seva caracterització. Aquestes accions poden o no tenir èxit en funció d'un sistema de regles. Dins dels límits establerts per les regles, es pot improvisar lliurement. Un dels participants s'anomena el director de joc, que guia la sessió i en determina el resultat.
En general, els jocs de rol són substancialment diferents dels jocs competitius com els esports i els jocs de cartes. Això ha confós sobre la naturalesa del joc a les persones que no estan familiaritzats amb ells. El joc Dungeons & Dragons va ser objecte de controvèrsia durant la dècada de 1980 quan alguns opositors van declarar que causava efectes espirituals i psicològics negatius. Recerques acadèmiques han desacreditat tals declaracions. Alguns educadors recolzen als jocs de rol com una manera saludable de millorar les tècniques de lectura i aritmètica. Tot i que els jocs de rol han estat acceptats, alguns religiosos conservadors continuen objectant-los. No obstant això, al mateix temps que l'atenció mediàtica va incrementar les vendes, també va estigmatitzar-los negativament.
Des de llavors el gènere ha passat de tenir pocs adeptes i produir petites publicacions fins a ser una part econòmicament significativa de la indústria dels jocs, on l'esforç d'editorials independents i la petita empresa segueixen sent substancials. Hasbro, empresa capdavantera del ram, va comprar a la companyia de jocs de fantasia Wizards of the Coast per un valor estimat de 325 milions de dòlars EUA.

## Orígens
La tradicional interpretació dels rols combinada amb els sistemes de joc dels jocs de guerra de fantasia, van donar peu a la creació dels jocs de rol moderns a la dècada del 1970.

### La interpretació dels rols a través de la història
En l'Europa del segle xvi, grups ambulants d'actors presentaven una forma de teatre improvisat conegut com a Commedia dell'arte, amb situacions, personatges i diàleg improvisat. Durant el segle xix i a principis del segle xx, molts jocs de tauler i jocs de saló, com a «jurat» incloïen elements d'interpretació de rols. Van sorgir també els Jocs Teatrals creats per Viola Spolin, simulacions de judicis i de legislatures, dins dels quals els jugadors prenien els rols de personatges i improvisaven, però sense les regles formals que caracteritzarien als jocs de rol moderns.
Hi ha alguna evidència que jocs a l'estil de l'assassí podrien haver estat jugats per adults als anys 20 a Nova York. Una versió senzilla del joc en el qual un assassinat era perpetrat dient «estàs mort» va ser esmentat a l'autobiografia de Harpo Marx titulada Harpo Speaks.
Als anys 1960, grups de recreació històrica van donar lloc als jocs d'«història creativa», dels quals probablement en van resultar la fundació el 1966 la Society for Creative Anachronism («Societat per a l'Anacronisme Creatiu»). Un grup similar, Markland Medieval Mercenary Militia, va començar a organitzar esdeveniments a la Universitat de Maryland el 1969. Aquests grups estaven dedicats principalment a recrear de manera realista la història i la cultura medieval, amb només alguns elements de fantasia.

### Jocs de guerra (Wargames)
Inspirant-se en els escacs, Helwig, Mestre de Patges del Duc de Brunswick, va crear un joc d'emulació de batalles el 1780. Variacions cada vegada més realistes van passar a formar part de l'ensinistrament estratègic i militar al llarg del segle xix, anomenant-se kriegspiel o wargames (jocs de guerra). Aquests wargames o exercicis militars segueixen sent una part important de l'entrenament militar en l'actualitat. Els wargames van derivar de l'entrenament militar a l'àmbit lúdic i comercial amb la publicació de Little Wars (Petites Guerres), un joc de soldats per a nens creat per H.G. Wells el 1913. L'afició pels wargames va derivar cap al mercat adult amb jocs de recreació i de models derivats del període de les guerres napoleònics i posteriors. Encara que en aquests primers jocs cada miniatura representava un sol soldat aviat van començar a aparèixer figures que representaven unitats militars senceres.
El joc de taula de guerra anomenat Diplomacy, inventat per Allan B. Calhamer el 1954 i publicat el 1959 va fer que les interaccions socials i personals passessin a formar part del joc. Una variant en viu del Diplomacy anomenada Slobbovia va ser utilitzada per a desenvolupar el personatge i no el conflicte.
A la fi de la dècada de 1960 van començar a afegir-se elements de fantasia als jocs de guerra. El lingüista M.A.R. Barker va començar a utilitzar les seves sessions de wargame per desenvolupar la seva creació Tékumel. El 1970 l'Associació de Wargamers de Nova Anglaterra va presentar un wargame de fantasia anomenat Middle Earth (Terra Mitjana) en una convenció de l'Associació de Col·leccionistes de Figures Militars. L'escriptor de fantasia Greg Stafford va crear el wargame White Bear and Red Moon («ós blanc i lluna vermella») per explorar el seu món de fantasia, Glorantha, encara que no es va publicar fins al 1975.

#### Braunstein
El 1969 es va celebrar a la Universitat de Minnesota una sessió de wargames amb David Wesely com a moderador, en la qual els jugadors van interpretar a personatges personalitzats en un escenari del període napoleònic situat entorn d'una petita ciutat anomenada Braunstein. Aquesta sessió no va produir cap desenvolupament immediat, però sens dubte va ser un precedent. Realment semblava més una partida de joc de rol en viu que no pas un joc de rol tradicional. Posteriorment David Wesely va dirigir aquest mateix any una segona sessió a Braunstein, situant els jugadors en els papers de funcionaris del govern i de revolucionaris en una fictícia república. Braunstein va ser un precedent dels jocs de rol moderns perquè en ell cada jugador interpretava a un únic personatge fictici, característica pròpia dels jocs de rol.

#### ChainmailiBlackmoor
L'experiència d'ambdues sessions de Braunstein va ser utilitzada parcialment per Dave Arneson, que va participar en elles, per enfocar les seves idees i elaborar un regne de fantasia conegut com a Blackmoor («erm negre»), i el 1971 Arneson va començar a dirigir partides d'aquest joc de rol convencional basat en l'escenari del seu món fantàstic. Aquesta campanya encara es jugava l'any 2006, convertint-se en la campanya més llarga d'un joc de rol. Blackmoor contenia els elements bàsics que s'aplicarien més tard als jocs de fantasia: punts de vida, punts d'experiència, nivells de personatge, classes d'armadura i masmorres. Com els wargames dels quals derivava, Blackmoor feia servir miniatures i mapes de terreny per il·lustrar l'acció. La principal diferència de les partides de Blackmoor respecte al wargame Braunstein és que permetien als jugadors decidir els objectius dels seus personatges, a més dels objectius de l'escenari presentats per Arneson.
Gary Gygax, de l'associació de wargamers de la Universitat de Minnesota, va elaborar una sèrie de regles per a un exèrcit baix medieval. Aquest wargame inusual va ser publicat el 1971 amb el nom de Chainmail («cota de malla»). Encara que essencialment es tracta d'un joc de referència històrica, incloïa un apèndix per poder afegir elements fantàstics, com a mags i dracs.
Posteriorment Dave Arneson i Gary Gygax es van conèixer i van col·laborar junts per crear el primer joc de rol a ser comercialitzat: Dungeons & Dragons. El nom del joc derivava d'altres dos jocs comercialitzats amb anterioritat, però eren jocs de tauler: Gary Gygax havia descobert, a principis dels anys 70, un joc australià titulat Dungeon. Poc més tard va descobrir un altre joc de tauler, però nord-americà i titulat Dragon, i va ser inspirant-se en els títols d'aquests dos jocs que va decidir donar títol a Dungeons & Dragons.

## Popularització del rol

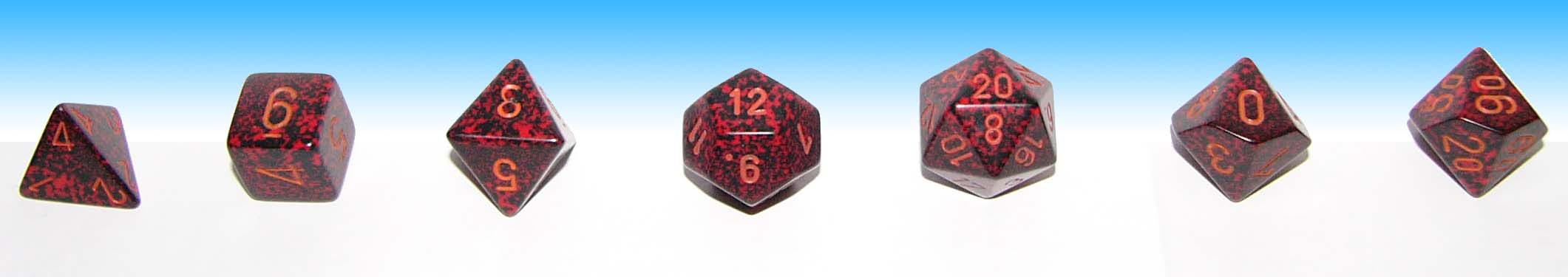
Set complet de daus de jocs de rol.

### La dècada de 1970: els primers jocs de rol moderns

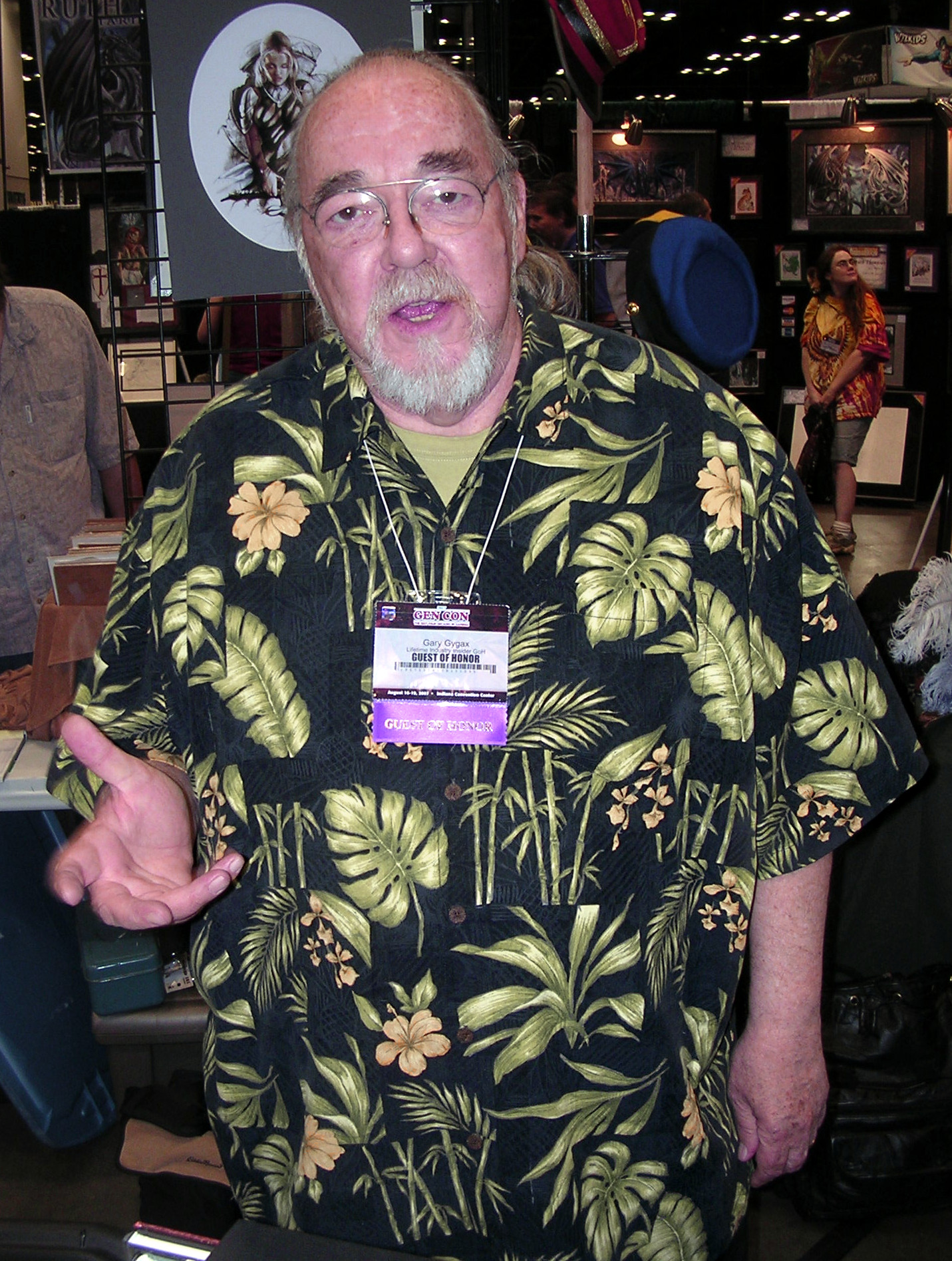
Gary Gygax a la Gen Con de 2007.

El primer joc de rol comercialitzat va ser Dungeons & Dragons, publicat el 1974 per TSR, l'editorial de Gary Gygax. TSR va obrir el camí dels jocs de rol en l'àmbit lúdic. Al principi Gygax esperava vendre unes 50.000 còpies. Però ben aviat va tenir molts seguidors. El creixent èxit del joc va provocar l'aparició d'indústries de marxandatge i d'altres productes perifèrics. Companyies com Chaosium (fundada en 1975 per Greg Stafford), que publicaven jocs de taula, van començar a publicar suplements per TSR i el seu joc Dungeons & Dragons (com ara la sèrie de suplements All the World's Monsters de Steve Perrin). Steve Perrin, Ray Turney i altres col·laboradors d'en Stafford van acabar així per rebre una proposta de TSR per crear un suplement de Dungeons & Dragons adaptable a Glorantha, però Stafford va rebutjar i el joc de rol de Glorantha va acabar per anomenar-se RuneQuest. Publicat per primera vegada el 1978. No només va haver-hi companyies sinó també jugadors particulars que també creaven els seus propis suplements per Dungeons & Dragons. Un d'ells, fins i tot, va arribar a convertir-se en un joc propi, com va ser el cas de The Arduin Grimoire de David A. Hargrave (1977).
En pocs anys van començar a aparèixer altres jocs de rol de fantasia, alguns dels quals copiaven l'estil i l'ambientació del joc original de Dungeons & Dragons, com Tunnels & Trolls («Túnels i Trolls», 1975), Chivalry & Sorcery («Cavalleria i Bruixeria», 1977) o The Arduin Grimoire («El grimori d'Arduin», 1977). Van seguir altres jocs que no s'inspiraven tant, o fins i tot gens, amb l'univers propi de Dungeons & Dragons, com ara En Garde! («En guàrdia!», 1975), Traveller (1977), RuneQuest (1978) i Space Opera (1980). També van aparèixer els primers grups d'acció en viu com el Dagorhir (1977), convencions de jocs de rol i publicacions periòdiques com Dragon Magazine (1976), que van fomentar l'expansió del nou passatemps entre els aficionats, principalment adolescents, estudiants d'institut i universitaris.
L'editorial TSR va publicar tres volums entre el 1977 i el 1979 d'Advanced Dungeons & Dragons. Aquesta edició, entre els jugadors, es va conèixer posteriorment com la «primera» edició. Aquest ambiciós projecte va expandir les regles a una sèrie de tres llibres de tapa dura amb centenars de pàgines. Aquestes regles expandides cobrien fins a detalls tan nimis com la possibilitat de trobar una espasa cantadora dins una pila d'un botí o les possibilitats d'aconseguir informació d'un taverner. A banda de les regles també es van publicar suplements que oferien escenaris i ambientacions d'aventura. La primera Dungeon Master's Guide (Manual del Director de Joc) es va publicar el 1979 i incloïa una llista de 25 autors de ficció recomanats. Els altres dos volums van ser Monster Manual (1977) i The Players Handbook (1978).

### La dècada de 1980: expansió i controvèrsia
Les referències literàries i mitològiques van ajudar a atreure nous fans a Dungeons & Dragons. El seu èxit va esdevenir una benedicció de doble tall per TSR, ja que es van presentar demandes per plagi a la primera edició del suplement de regles Deities and Demigods («déus i semidéus»). El 1979 també es va produir la controvèrsia produïda per la desaparició de James Dallas Egbert III, que va atreure l'atenció pública sobre el joc i en va millorar les vendes, però també estigmatitzaria per sempre els jocs de rol. TSR va experimentar un ràpid creixement, arribant fins als 300 empleats el 1984. A la fi dels anys 70 el mercat ja estava madur perquè altres jocs d'altres editorials i països veiessin la llum durant els anys 80. Alguns exemples ben coneguts d'aquesta època són Rolemaster (1980), La crida de Cthulhu (1981), Stormbringer (1981), James Bond 007 (1983), El Senyor dels Anells, el joc de rol de la Terra Mitjana (1984), Paranoia (1984), GURPS (1986), Star Wars (1987) o Ars Magica (1987).
Les traduccions van permetre que els jocs de rol nord-americans s'estenguessin a altres països. Traveller ja va ser traduït al japonès en 1984, seguit aviat pel Dungeons & Dragons el 1985, que també va ser traduït al francès el 1983 i a l'espanyol el 1985. Aviat altres països també van començar a desenvolupar els seus propis jocs. Els diferents països europeus van iniciar la seva pròpia producció de jocs de rol, així com les primeres traduccions de Dungeons & Dragons. El joc de rol europeu més antic és l'alemany Midgard, de l'any 1981, seguit del suec Drakar och Demoner del 1982. A França l'editorial Solar va publicar el 1982 una adaptació pròpia (en un format rústic) de Dungeons & Dragons, titulant-la Donjons et Dragons, però sense ser una traducció oficial del joc nord-americà. Com que l'editorial Solar no tenia els drets de traducció del títol de Dungeons & Dragons i de l'adaptació del seu sistema de joc el llibre va ser retirat del mercat al cap de poc. A l'any següent, el 1983, l'importador francès de jocs Transecom va publicar finalment la primera traducció oficial en francès de Dungeons & Dragons, aquesta vegada fent ús legal del títol Donjons et Dragons i respectant la presentació original en format de caixa. Aquesta traducció al francès és la primera traducció de Dungeons & Dragons a una llengua diferent de l'anglès. En 1983 es van publicar també altres dos jocs francesos, L'Ultimi Épreuve i Légendes, així com un nou joc alemany, L'ull negre (Das Schwarze Auge). L'èxit dels primers jocs de rol no anava a trigar a fer-se sentir a Espanya i la primera traducció de Dungeons & Dragons en espanyol va ser publicada en 1985 per l'editorial gironina Dalmau Carles Pla, iniciant d'aquesta manera a Espanya la indústria del rol, amb publicacions traduïdes o fins i tot de creació pròpia espanyola, però que amb els seus alts i els seus baixos ha continuat ininterrompudament des de llavors fins a l'actualitat. Altres jocs de rol europeus d'aquesta dècada van ser Mega (1984) a França, Warhammer Fantasy Roleplay (1986) en el Regne Unit o Adventurers of the North, Kalevala Heroes (1989) a Finlàndia. Fos d'Europa i dels Estats Units uns pocs països també van començar a crear jocs de rol autòctons, com al Japó, amb Enterprise: Role Play Game in Star Trek en 1983 i Sword World RPG (Món d'Espases) el 1989.
Els jocs de rol van començar a introduir-se en altres àmbits d'entreteniment. Al món informàtic aviat van començar a sorgir primitives imitacions de jocs de rol com Akalabeth i Rogue, que van aparèixer el 1980. Els videojocs van adaptar molts dels escenaris i sistemes de joc, així com els noms. En 1983 es va produir una sèrie de dibuixos animats per a televisió basada en Dungeons & Dragons (que a Espanya seria traduïda com a Dracs i Masmorres i a Hispanoamèrica com a Calabozos i Dragones, noms que encara avui dia es mantenen entre l'afició dels respectius països).
La segona edició d'Advanced Dungeons & Dragons va ser publicada el 1988 i va reduir els elements literaris per reduir objeccions i reclamacions legals. No obstant això encara van sobreviure algunes referències sobretot de personatges de la literatura de Tolkien i la persistència del terme vorpal, prestat de poema Jabberwocky de Lewis Carroll, que era l'espasa màgica més poderosa de la primera edició.
Durant aquest període, cada joc es trobava vinculat a un escenari particular: si un jugador volia jugar a un joc de ciència-ficció i a un joc de fantasia medieval havia d'aprendre dos sistemes de joc diferents. En Advanced Dungeons & Dragons es van fer diversos intents de permetre l'encreuament de gèneres utilitzant les regles de Gamma World i Boot Hill, però no van tenir molt èxit. El 1986, tractant de buscar un únic sistema de joc genèric que fos adaptable a les necessitats de cada jugador, Steve Jackson Games va llançar GURPS (Generic Universal Roleplaying System). L'èmfasi de GURPS per fomentar un aspecte genèric va demostrar ser una tàctica de mercat amb èxit; va continuar sent el segon sistema de joc de rol més popular durant la dècada de 1990.
GURPS i Champions també van servir per presentar un equilibri entre personatges jugadors en els jocs de rol. Mentre en Dungeons & Dragons els jugadors utilitzaven tiratges aleatoris de daus per definir els seus personatges, els nous jocs van començar a utilitzar un sistema d'assignació de punts per crear els seus personatges, aconseguint més punts mitjançant l'adquisició de desavantatges, defectes, etc.

### La dècada de 1990: sofisticació i declivi
El joc Ars Magica, publicat originalment el 1987 emfatitzava la caracterització, interpretació i narració per sobre del sistema de joc i del combat. El joc va ser adquirit per l'editorial White Wolf, que va adoptar aquests elements publicant el 1991 Vampir: la mascarada, un joc d'horror Gòtic-Punk l'ambientació del qual prenia molts elements de la subcultura gòtica moderna; el joc va tenir un gran èxit i va provocar l'aparició de diversos altres jocs que van conformar les línies de l'anomenat Món de Tenebres. Aquest estil de joc narratiu resultava molt adaptable a la interpretació en viu.
Paral·lelament, la caiguda del comunisme va permetre l'expansió dels jocs del rol. A Polònia es va publicar la revista Màgia i Miecz (Màgia i Espasa), i aviat van aparèixer diversos jocs de rol polonesos, així com en altres països sota la influència comunista.
Fruit dels avenços informàtics i la seva divulgació domèstica, els jocs de rol i aventures gràfiques per ordinador van incrementar la seva popularitat. Aquests jocs, encara que més limitats que els jocs de rol tradicionals, utilitzaven escenaris i sistemes de joc dels jocs de rol. No requerien un director de joc o un grup de jugadors. Encara que van ajudar a augmentar els aficionats, amb el temps els jugadors de rol van dividir les seves preferències entre l'àmbit informàtic i el tradicional.
El 1993 Peter Adkison i Richard Garfield van publicar un joc de cartes col·leccionables amb un escenari fantàstic similar al dels jocs de rol de fantasia anomenat Magic: The Gathering. El joc va tenir un enorme èxit i Wizards of the Coast, l'empresa que el va crear i distribuir, va experimentar un sobtat i espectacular creixement i va sorgir el nou gènere de jocs de cartes col·leccionables. L'aparició i popularitat de Magic va agafar per sorpresa molts jugadors i editorials, que van intentar de seguir la moda i els canvis en l'opinió pública.
A mesura que la tecnologia d'impressió editorial millorava, les exigències i perspectives dels compradors s'incrementaven, així com els costos de producció dels jocs de rol. TSR va començar a litigar contra els propietaris de pàgines webs que compartien suplements escanejats o que contenien material relacionat amb el seu joc. Mentrestant es va desenvolupar una reflexió crítica i teòrica sobre els jocs de rol. En els anys 1994 i 1995 InterActivi (posteriorment rebatejada com Interactive Fiction) va publicar una revista dedicada a l'estudi dels jocs de rol.
A finals de la dècada de 1990 la discussió sobre la naturalesa dels jocs de rol va acabar creant un model teòric i classificat en tres categories: dramàtic és l'estil que valora el grau de satisfacció de l'acció del joc, i en ell el resultat final de la història el que és important. Jugador és l'estil que valora establir un desafiament just per als jugadors, ja sigui de combat tàctic, trencaclosques, política o qualsevol altra cosa. Els jugadors intentaran resoldre els problemes que se'ls presenten i, al seu torn, el master farà que aquests desafiaments siguin resolubles si actuen de manera intel·ligent dins del contracte. simulador és l'estil que valora resoldre esdeveniments del joc basant-se únicament en consideracions del món del joc, sense permetre que cap problema de meta-joc afecti la decisió. Per tant, un GM completament simulador no ajusta resultats per salvar jugadors ni per salvar la seva trama, ni tan sols canviar fets desconeguts pels jugadors.
A Escandinàvia van sorgir diversos camps ideològics oposats sobre la naturalesa i funció dels jocs de rol. Fins i tot es van impartir conferències acadèmiques anomenades Knutepunkt, que van començar el 1997 i continuen en l'actualitat.
La diversitat en els jocs de rol, així com l'aparició dels jocs de rol informàtics i els jocs de cartes col·leccionables van produir una enorme competència i una reducció de beneficis. Fets que van provocar l'inici del declivi de la indústria dels jocs de rol. Van començar a aparèixer articles en la revista Dragon i altres publicacions preveient la fi dels jocs de rol, ja que els aficionats quan es reunien presencialment preferien jugar a Magic. TSR va començar a tenir problemes financers, va esgotar els seus recursos i finalment va ser comprada per Wizards of the Coast el 1997. Els articles que criticaven Magic en la revista de TSR, òbviament, van cessar. Un any més tard, Wizards of the Coast va esdevenir una divisió de l'empresa de joguines Hasbro el 1998, que la va adquirir per 325 milions de dòlars.
Va ser també en els anys 90 quan van començar a ser creats els primers jocs de rol en català: en 1992 va aparèixer El Senyor dels Anells, el joc de rol de la Terra Mitjana traduït de l'anglès al català de Dolors Udina Abelló, i el 1995 del primer joc de rol català i en català: Almogàvers. En castellà apareix Aquelarre (novembre de 1990), Mutantes en l'ombra (abril de 1991) i Fanhunter (1992) a Espanya i Laberint (novembre de 1998) a Mèxic.

### La dècada dels 2000: L'obertura i els jocs independents
Davant la tendència que els suplements de joc sofrissin una disminució de vendes fins i tot major que els manuals bàsics, Ryan Dancey de Wizards of the Coast va introduir una nova política. Per la qual permetria a altres editorials i companyies publicar suplements compatibles amb el sistema d20 utilitzat per la tercera edició de Dungeons & Dragons (2000) seguint una «Llicència de Joc Obert» (Open Game License). Això reduiria el cost de proporcionar suplements al joc i incrementaria la venda dels manuals bàsics, que només podrien ser publicats per Wizards of the Coast. Les noves regles de Dungeons & Dragons va ser revisades i conegudes com a «sistema de dau de 20 cares» o sistema de D20. Se'n va publicar un Document de Referència de Sistema que contenia totes les normes necessàries per escriure un suplement o dirigir una partida, però sense les regles d'evolució dels personatges necessàries per a una partida a llarg termini. Aquesta política d'«obertura de joc» va tenir un gran èxit, encara que també va obtenir algunes crítiques. Des de llavors han aparegut molts suplements i ambientacions que utilitzen el sistema de D20 i altres jocs amb els seus propis sistemes, també han estat adaptats al D20 amb major o menor èxit.
Mentrestant, van començar a fer presència en internet les comunitats autodenominades de «rol independent», que estudiaven els jocs de rol i els desenvolupaven des de diferents perspectives, fins i tot creant els seus propis jocs al marge de les editorials. Amb la difusió de la «impressió per comanda» i de la publicació de documents PDF es va fer possible per a aquestes comunitats produïssin jocs amb dissenys i desenvolupaments elaborats, alguns fins i tot de descàrrega gratuïta.